# Zayahueco
Zayahueco (Tzayahueco, Zayahueca), ogranak iz grupe pravih Cora Indijanaca, skupina corachol, porodice Juto-Asteci, nastanjeni u vremenima konkviste na jugozapadu Cora teritorije, u Jaliscu, Meksiko.
Pripadali su jugozapadnom kulturnom području